# Kiều Quán Hoa
Kiều Quán Hoa (Tiếng Trung: 乔冠华 Qiáo Guānhuá, 1913 - 1983) từng là Bộ trưởng Ngoại giao Cộng hòa Nhân dân Trung Hoa từ năm 1974 đến năm 1976. Ông sinh ra trong một gia đình địa chủ giác ngộ cách mạng tại Diêm Thành, Giang Tô và từng theo học tại Đại học Thanh Hoa.
Một người phụ nữ tên là Chương Hàm Chi đã kết hôn với ông sau khi bà li hôn với người chồng cũ (là nhà kinh tế của Đại học Bắc Kinh) vào năm 1973. Hồng Hoảng là con gái riêng của vợ ông.. Chương Hàm Chi là giáo viên dạy tiếng Anh cho Chủ tịch Mao Trạch Đông và làm phiên dịch cho Tổng thống Mỹ Richard Nixon trong chuyến thăm lịch sử của ông này đến Trung Quốc năm 1972, bà mất năm 2008.